# 祆神楼
37°02′03″N 111°55′28″E / 37.03417°N 111.92444°E
祆神楼位于中国山西省晉中介休市城内，是一座门楼，乐楼与过街楼相结合的楼阁式建筑，1996年被列为第四批全国重点文物保护单位。祆神楼为中国目前唯一仅存的祆教建筑，作为三结义庙前的乐楼，同时也作为过街楼。

## 历史
根据祆神楼所在的三结义庙内清代《重修三结义庙碑记》碑刻记载：“三结义庙初非为三结义庙也，盖宋文潞公特为袄神建……明嘉靖十一年（1532）更改为三结义庙也。”清嘉庆重修《介休县志》卷三载也题记祆神庙："三结义庙在东关文潞公祠之右，旧为元(玄)神楼，万历年间知县王宗正改建。”

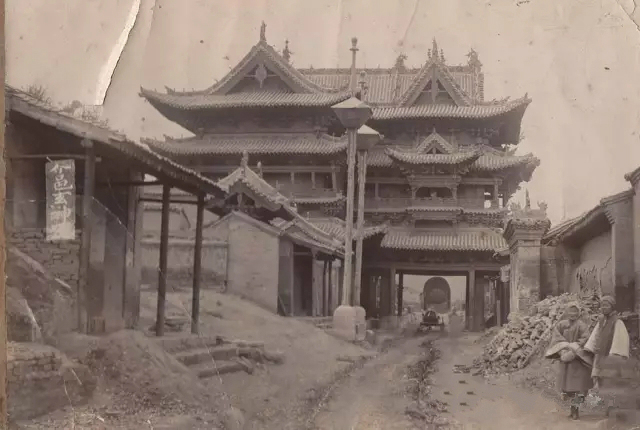
民国时期的祆神楼

祆神楼始建于北宋庆历八年（1048 年），为名相文彦博征贝州王则凯旋后在其家乡所建。明朝万历年间知县王宗正改建其为三结义庙。三结义庙在清朝康熙年间初毁于火。现存大殿和乐楼均为康熙初新建的。乐楼正脊宝瓶下康熙六年（1667年）题记和大殿琉璃脊内墨书“康熙六年”为证。乐楼后方献亭为乾隆五十一年（1786年）新建。
祆神楼地处偏僻的外城东北隅，距介休东面外城东关的城门仅三十米。解放前夕，阎锡山守城军队将过街的祆神楼作为守城的第二道防线，也改作碉堡使用，期间遭到严重破坏。1951年，文化部，文物局组织了山西省古建筑调查团来介休考察时，祆神楼已经倾斜歪扭，损坏情况相当严重。1957年5月，山西省人民委员会将祆神楼公布为山西省第一批重点文物保护单位。文革前，介休博物馆申报，山西省曾拨款抢修排险，但最终无法校正排险，只简单支顶。此时祆神楼墙柱大部分断折，木装修全部破坏。戏楼西侧二重檐已经塌毁，过街楼四根经柱歪扭，楼体失去平衡向西南方向倾斜。1972年，戏楼北面二重檐连同戏台前三间抱厦及抱厦东西八字影壁塌毁。1979年，介休发生五级地震，祆神楼戏楼西侧二重檐塌毁。1985年，祆神楼过街楼整体成功顶升1.5米，解决了过街楼由于路面升高导致台明及柱础已经降到路面以下的问题。1987年，祆神楼修缮工程竣工，1988年-1989年两年内，又完成了祆神楼中轴线上三结义庙献殿和大殿的落架大修工程。二者和祆神楼一样，正负零提高了1.5米。

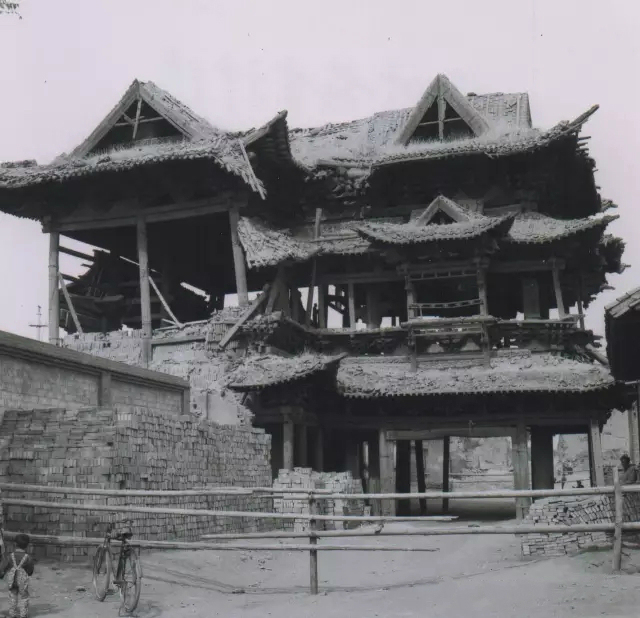
80年代维修前祆神楼西立面
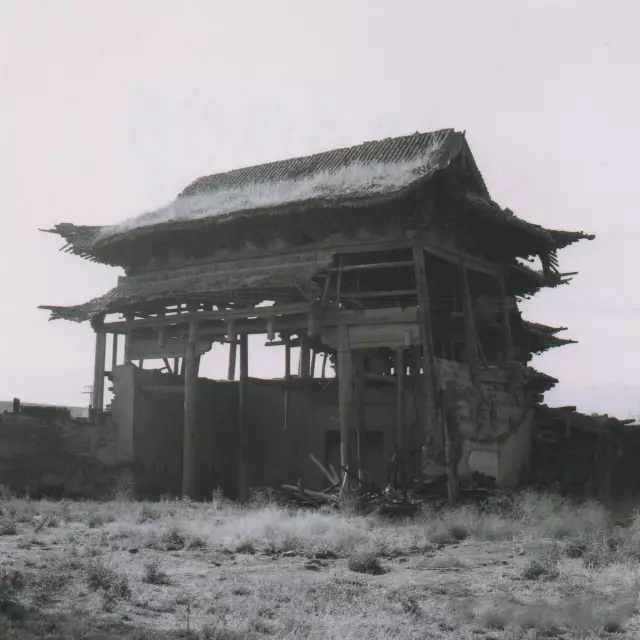
80年代维修前坍塌的祆神楼戏楼部分
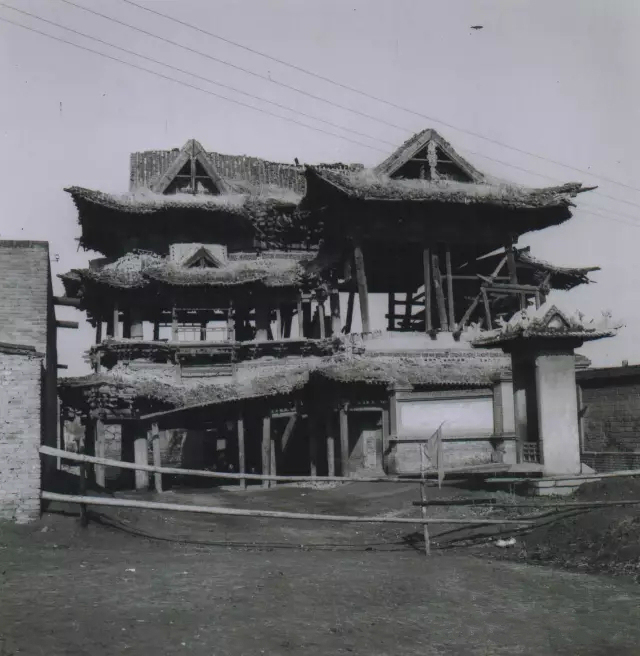
80年代维修前祆神楼东立面

## 建筑

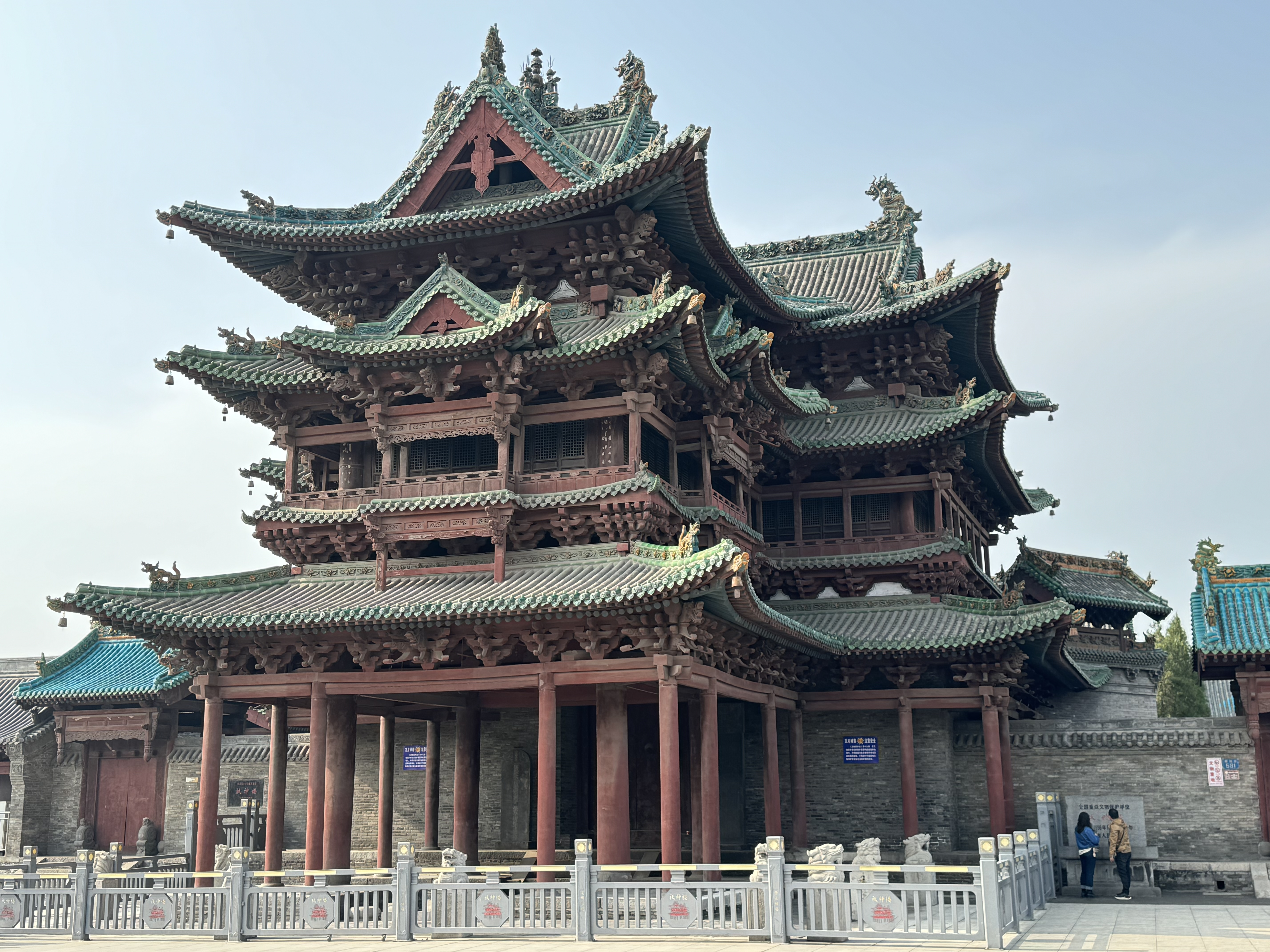
祆神楼过街部分

乐楼（祆神楼）由戏楼、山门、过街楼三部分组成。其平面呈凸字形，总深度约20米，戏楼前突出的抱厦及过街楼的面阔，进深均为三间。戏楼较宽部分面阔五间，进深四间，带周围廊。楼下层是大门，上层是戏楼。因此，明清改建的祆神楼有两个作用，是三结义庙的山门和乐楼，同时又是顺城关大街街心的点缀。无论乐楼还是过街楼均为上下两层，但加上一，二层间的乐楼和上层的重檐共达四层高。陈明达在1951年介休调查报告中写道“这样的建筑在艺术上达到了极高的成就，在古代建筑遗物中是不可多得的，绝对不能因为它时代较晚而忽视了它。”

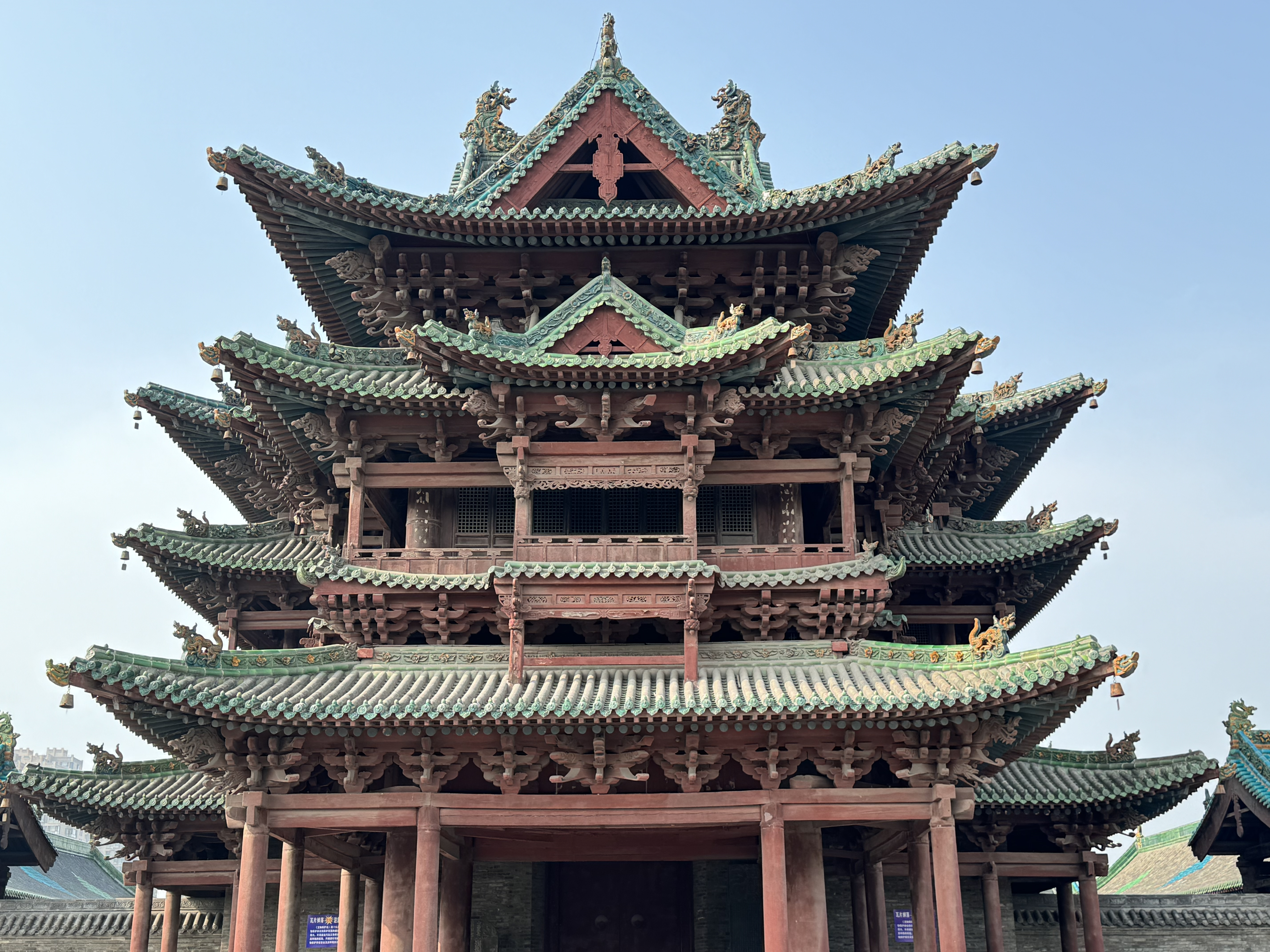
祆神楼过街部分正面
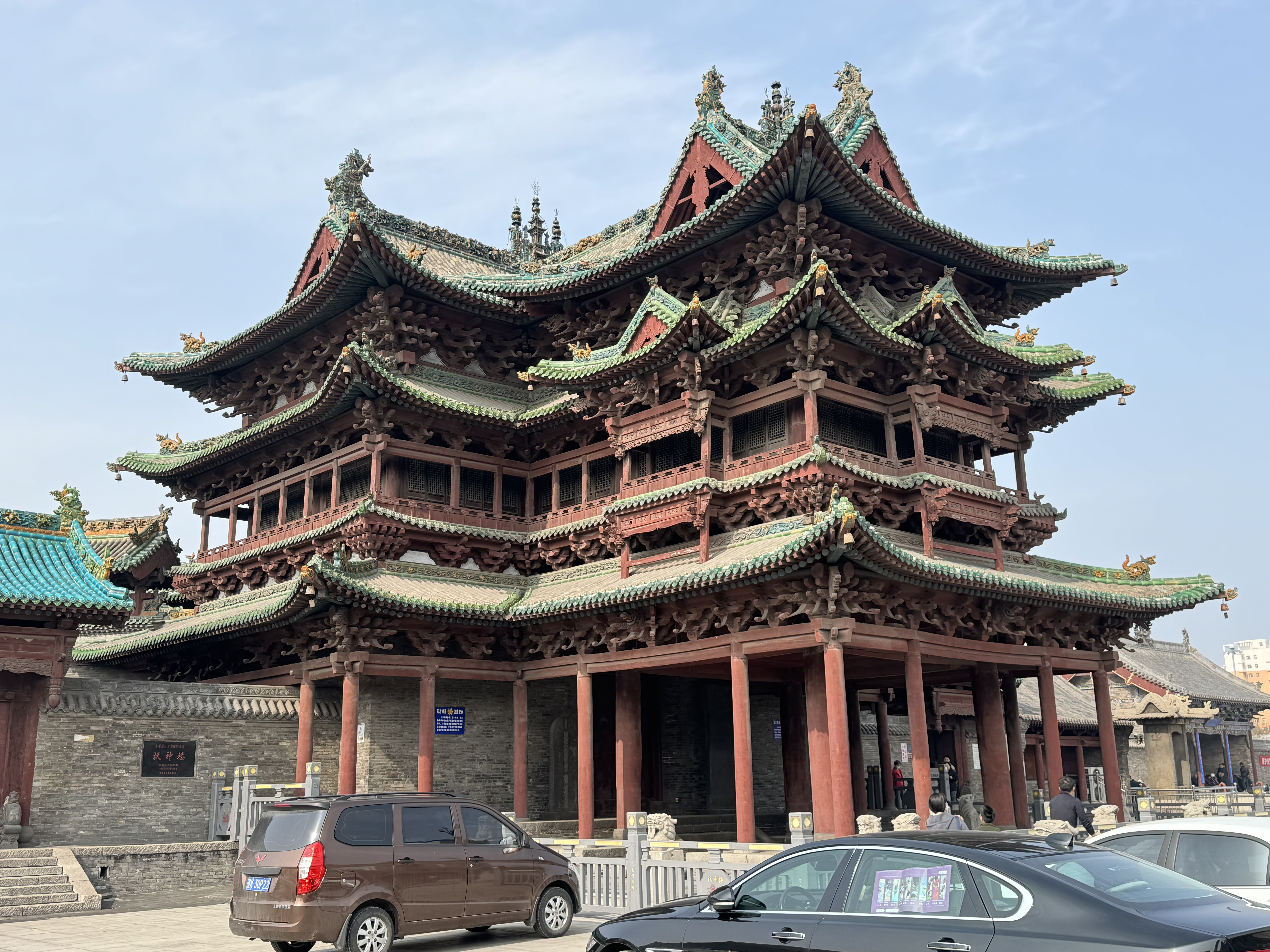
祆神楼西侧立面
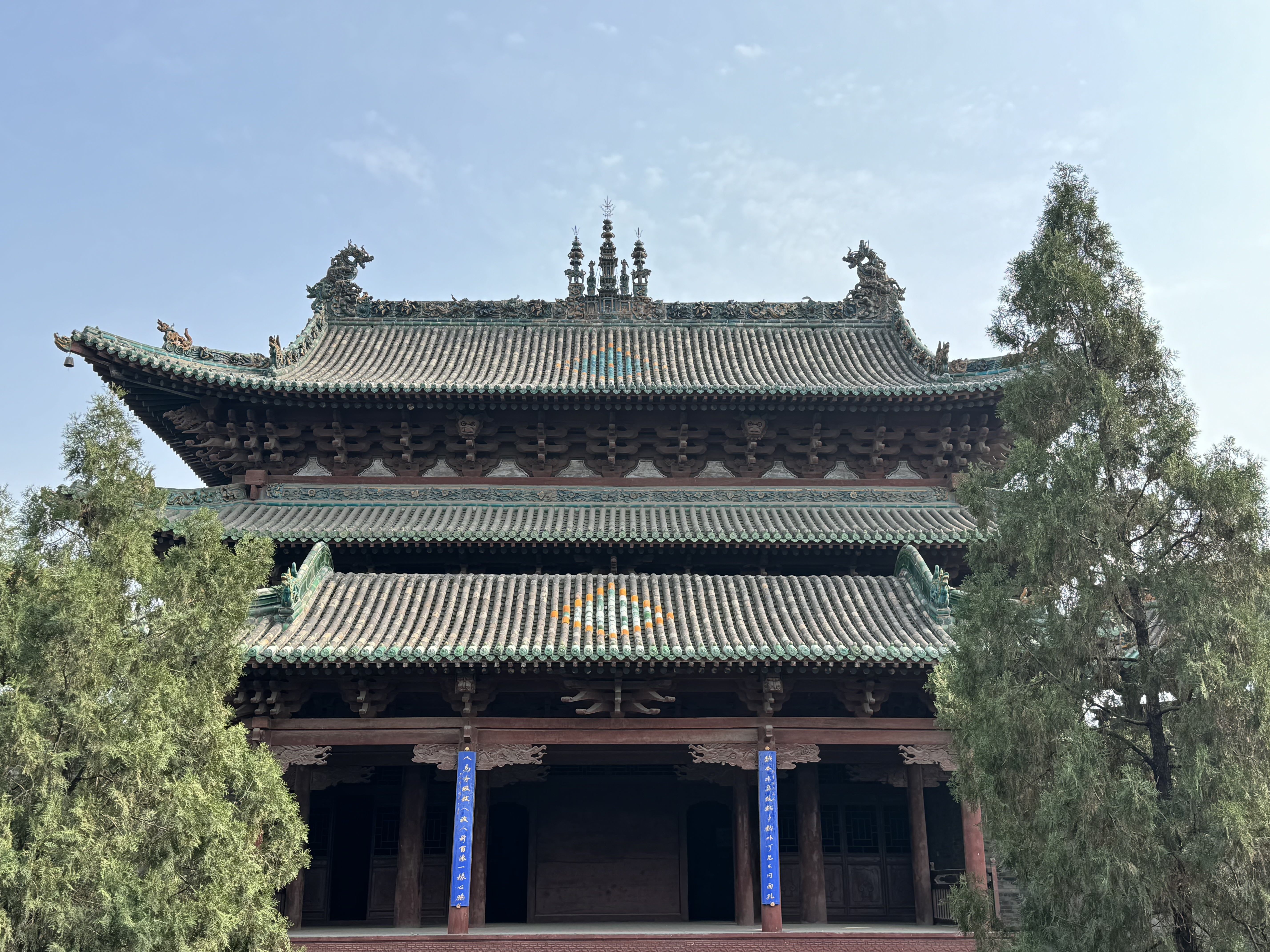
祆神楼戏台
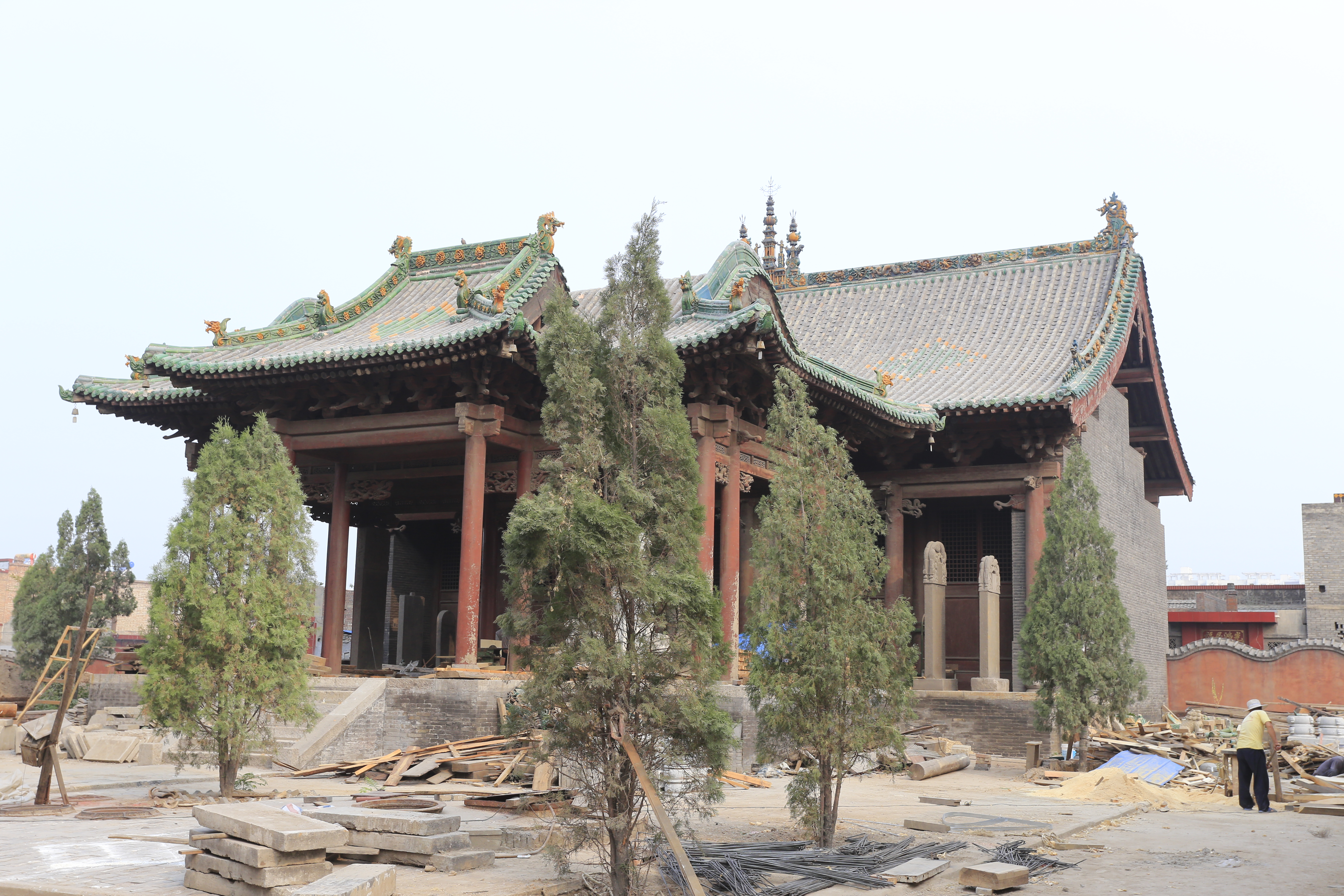
三义庙正殿，献殿

## 祆教特征

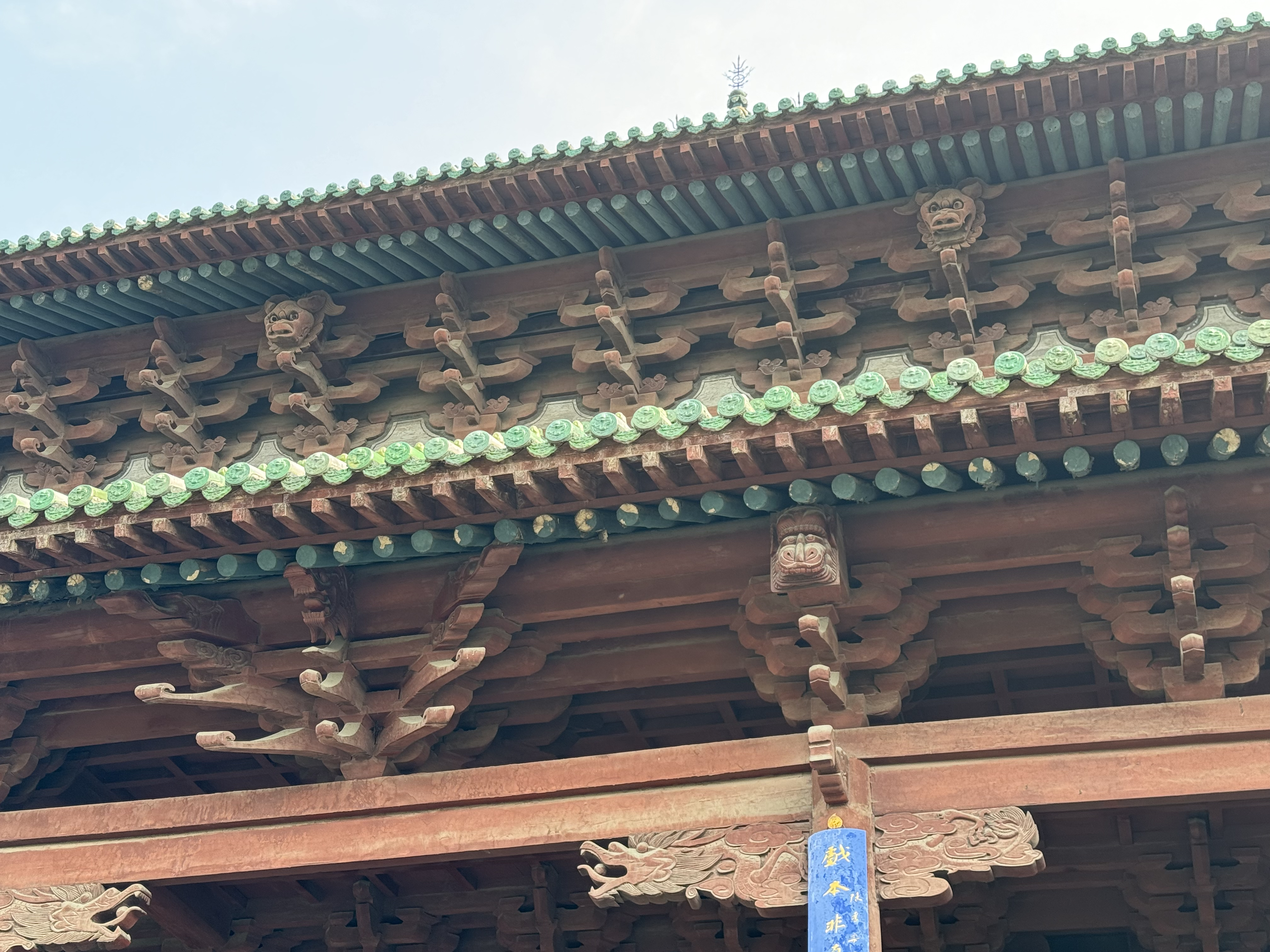
祆神楼戏台上方的异兽木雕-“驼神”和上方的“牛神”或“犬神”

中山大学的姜伯勤教授在其《中国祆教艺术史研究》一书中判断祆神楼曾经为祆教的祠庙，其上的木雕装饰构件和琉璃脊饰中有着明显的西域祆教文化的遗痕“祆神楼北侧顶层横梁椽口，东西各有牛头木雕像，西边牛头有耳、有牛角，东边牛头有角有耳 ... 在祆神楼下层檐枋斗拱上，在与上层檐枋斗拱‘牛神’图像相应的位置处，东西各有一骆驼式异兽头像。”在其书中，姜伯勤将祆神楼上檐特殊的木雕异兽命之为“牛神”和“驼神”，认为此“牛神”和下檐的“驼神”皆为祆教中的胜利之神或称军神。木雕异兽是祆神楼创建者北宋文彦博在征贝州王则凯旋后，为感谢祆神的庇佑而修筑的。其书中根据有二：一是在祆教经典《阿维斯陀》（Avesta/𐬎𐬞𐬀𐬯𐬙𐬀）中，胜利之神韦雷特拉格纳有风、牡牛、马、骆驼、牡野猪、青年、鹰、牡羊、黄羊、武士十种不同的化身，并且《阿维斯陀》中有描述对于胜利之神化身为美丽的公牛的赞颂。二是援引司马光《涑水记闻》卷九之记载，文彦博以地道战攻入贝州城后，王则试图以火牛抵挡，后因火牛退走践踏王则军队，致使文彦博最终获胜。此为介休祆神楼高悬“神牛”之像的原因。姜伯勤认为此异兽和骆驼形异兽为祆教胜利之神或称军神的韦雷特拉格纳（Verethragna）之化身。
也有不同的观点认为“牛神”木雕其实为“犬神”木雕，在祆教经典《阿维斯陀》中，狗与骆驼等益兽，为祆教信徒所十分珍视。祆教《阿维斯陀》 之《闻迪达德》(Vendidad) 第13章为《关于犬》，第9节为《对犬之赞美》。祆教有对犬进行神灵崇拜，赞颂犬之美德，通过严格的规定来保护犬。在民间，祆教的犬神可以用于护佑，驱邪，降福，祈雨。宋代在修建祆神楼时，首先考虑把能够为百姓驱邪除魅，纳吉降福的祆教“犬神”放在祆神楼的上檐位置，而将作为祆教胜利之神的“驼神”放在低于“犬神”的下檐。这种布局体现天下苍生福祉高于一场征战的胜利。

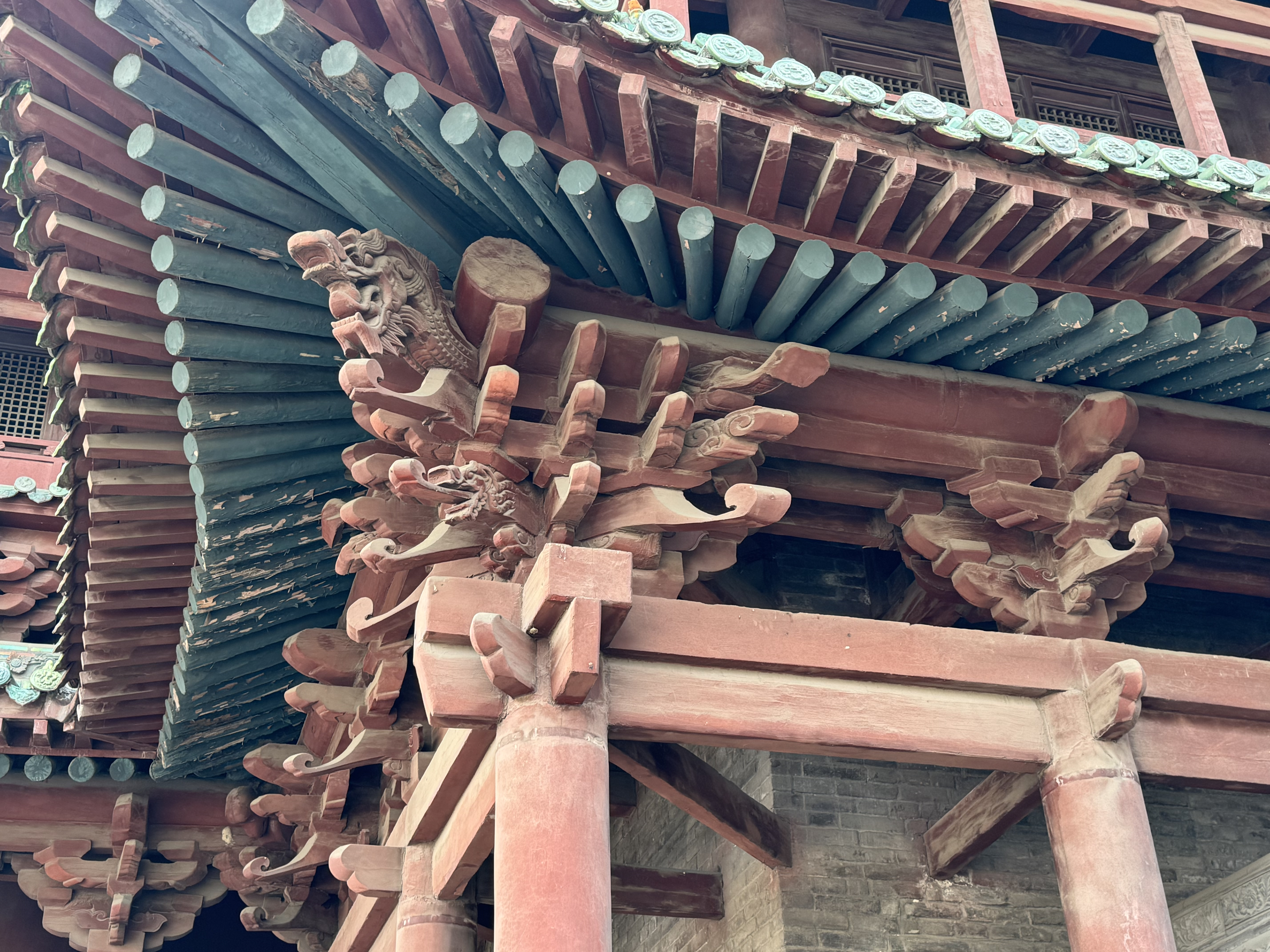
祆神楼转角铺作处木雕
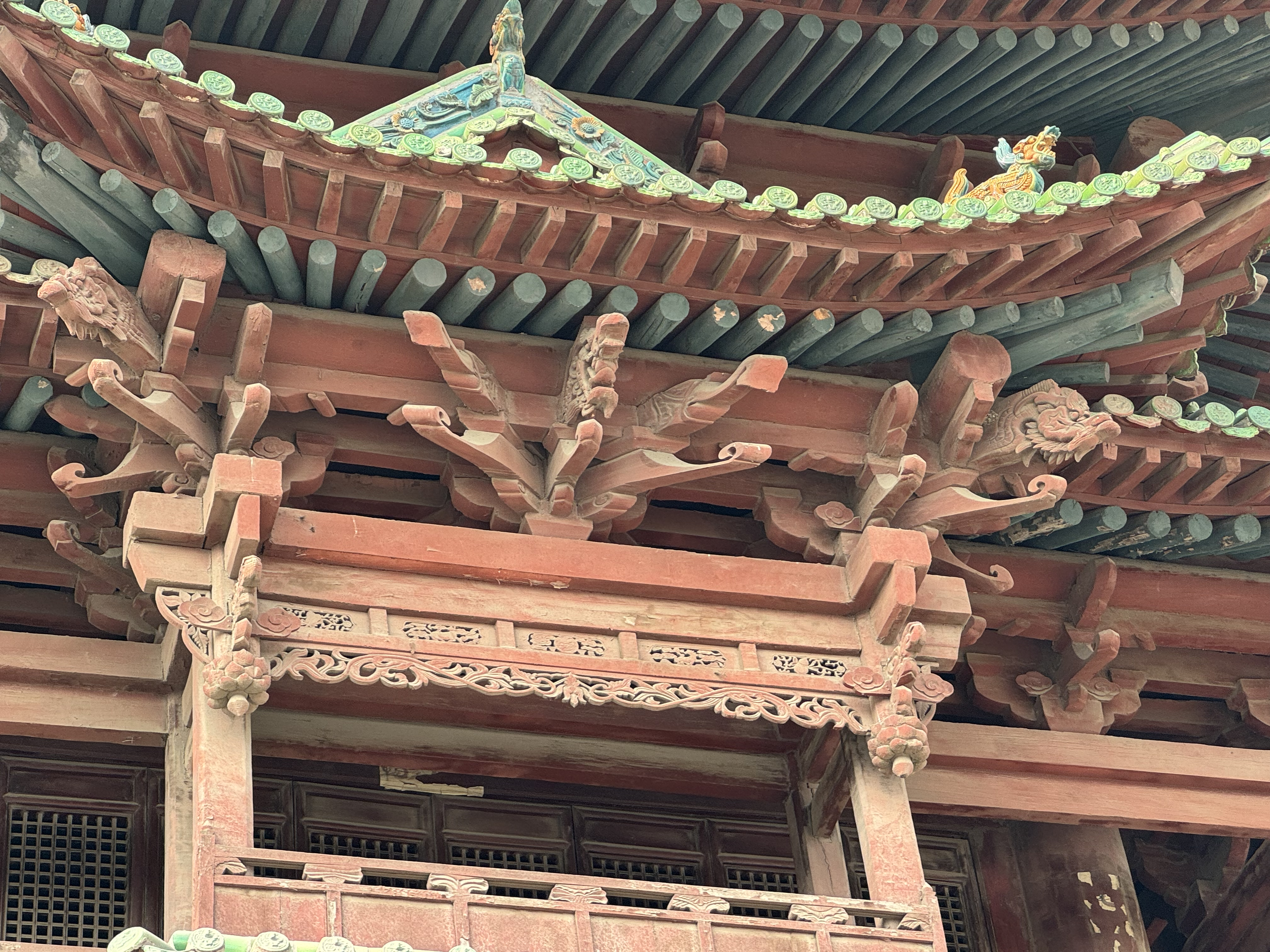
祆神楼斗拱铺作处木雕
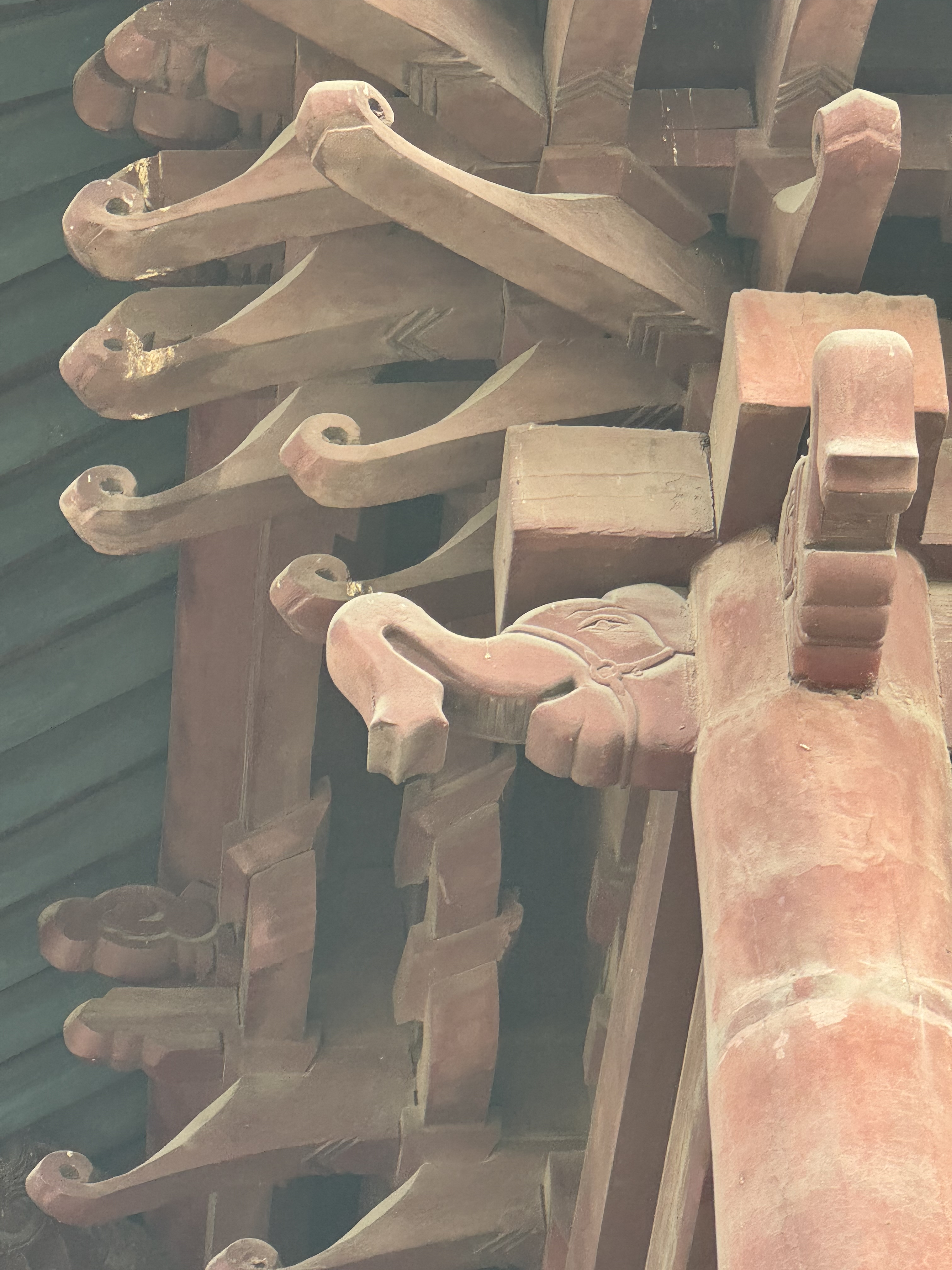
祆神楼象鼻木雕